# 上海公共租界工部局總辦處
上海公共租界工部局總辦處（英語：Shanghai Municipal Secretariat），簡稱“總辦處”，成立於1860年，是工部局內的秘書及協調機構，负责工部局日常事务，发布指示，编制统计报表，处理工部局的各种来往信函，准备工部局董事會會議及各專門委員會會議的議程安排。總辦處早年設總辦一職作為機構首長，同時代表董事會主持公共租界當局全部行政事務。1921年起，增設總裁一職。1929年，總裁一職正式成為總辦處首長，同時也成為上海公共租界行政首長。

## 沿革
1854年7月，工部局成立之時，工部局董事會便設置秘書一職，作為處理董事會議決事務的執行人，同時在各實際職能部門間，代表董事會進行工作協調。至1860年，正式設立總辦處，并任命皮克沃德為首任總辦，職能與原董事會秘書相同。
1865年，工部局確定總辦的職責範圍，規定其負責董事會會議及各專門委員會會議日程安排，同時可以列席這些會議，并負責工部局日常事務，根據董事會要求編制相關的統計報表以及處理工部局的往來信函。同時，工部局所有正式佈告發佈前，必須經由總辦方能呈報總董批准。此外，總辦處內設會計股，人員包括會計師、地稅與執照事務助理、房捐事務助理、稅務專員以及華籍文書人員。其中會計股負責保管政府所有資金及賬冊。工部局書信館、驗看公所也歸由總辦處負責工作指導與監督。並且，工部局各專門委員會批准同意的除人事任免外的所有合同，經由總辦代表工部局訂立。
1876年，總辦處設置助理，協助總辦工作。之後，會計股劃歸財務處，稅務專員設置為捐務股。1932年，捐務股併入財務處。1937年新設工廠管理股。1940年，工廠管理股獨立成為工業社會處。此後，總辦處直屬機構僅餘收發室與檔案室。
1921年，時任總辦的利德爾向工部局董事會請求，明确总办处主官的名称。12月21日，工部局董事會正式通過，最高行政主管官員的名稱為總裁並任命利德爾兼任該職。1923年，利德爾因回國辭任總裁兼總辦。此後，由幫辦代理總辦一職。1925年，工部局任命原負責華人事務的前警務處副處長希爾頓·強森為總裁。1929年，工部局董事會總董費信惇出任總裁。此後，總裁正式成為政府內的最高行政首長。1939年，費信惇退休離任，總裁一職由總辦續任。此後工部局總裁均兼任總辦。
總裁成為工部局最高行政官長以後，職責成為了受工部局董事會領導，負責監督與指導工部局內除財務處部分工作外的所有處室的工作。同時，總裁也負責提出租界內的政治與公共性建議。并應出席所有的納稅人會議，根據會議主席要求代表工部局起草演講。同時，公共租界當局的聲明，除董事會特別授權外，均須得到總裁的知曉與同意。
1943年，該處隨著公共租界的歸還，而終止工作。